# Roger Joseph Foys
Roger Joseph Foys (Chicago, 27 luglio 1945) è un vescovo cattolico statunitense, dal 13 luglio 2021 vescovo emerito di Covington.

## Biografia
Roger Joseph Foys è nato a Chicago, nell'Illinois, il 27 luglio 1945.

### Formazione e ministero sacerdotale
Ha studiato presso la Saint Stephen Elementary School di Chicago, la Saint Francis Preparatory High School di Andover, l'Università di Steubenville e il seminario "San Giovanni Vianney" di Bloomingdale. Nel 1973 ha seguito corsi di diritto matrimoniale all'Università Cattolica d'America a Washington e l'anno successivo il "cursus renovationis" alla Pontificia Università Gregoriana a Roma.
Il 16 maggio 1973 è stato ordinato presbitero per la diocesi di Steubenville nella cattedrale diocesana da monsignor Anthony John King Mussio. In seguito è stato segretario del tribunale diocesano e membro del comitato amministrativo dal 1973 al 2002; residente e collaboratore pastorale in varie parrocchie dal 1973 al 1977; residente e ripetitore nel seminario "San Giovanni Vianney" in Bloomingdale; amministratore della missione di Cristo Re a Tappan Lake dal 1977 al 1980; parroco della parrocchia di San Giuseppe e San Francesco a Toronto dal 1980 al 2002; vicario generale, membro del consiglio per il personale pastorale diocesano, membro del collegio dei consultori e membro del comitato per le finanze dal 1982 al 2002; presidente del sinodo diocesano nel 1983; presidente del consiglio presbiterale dal 1984 al 2002; moderatore della curia dal 1986 al 2002; coordinatore della campagna di condivisione diocesana/parrocchiale dal 1989 al 2002; moderatore del Diocesan Catholic Women's Club dal 1989 al 2002; parroco della parrocchia della Compagnia dei Servi di Cristo Re dal 1991 al 2002; vice-officiale del tribunale diocesano e della corte di appello inter-diocesana per l'Ohio e di Washington, D.C. e direttore delle vocazioni.
Nel 1995 è stato nominato prelato d'onore e nel 2001 protonotario apostolico soprannumerario.

### Ministero episcopale
Il 31 maggio 2002 papa Giovanni Paolo II lo ha nominato vescovo di Covington. Ha ricevuto l'ordinazione episcopale il 15 luglio successivo nella basilica cattedrale dell'Assunzione a Covington dall'arcivescovo metropolita di Louisville Thomas Cajetan Kelly, co-consacranti il vescovo emerito di Steubenville Gilbert Ignatius Sheldon e il vescovo di Baton Rouge Robert William Muench. Durante la stessa celebrazione ha preso possesso della diocesi.
Monsignor Foys è arrivato nella diocesi di Covington nel bel mezzo di una causa collettiva riguardante abusi sessuali su minori compiuti da oltre 80 dipendenti diocesani, inclusi diversi sacerdoti. La causa fu intentata un giorno prima che Foys fosse nominato dal papa alla sede di Covington. La richiesta di risarcimento era originariamente di 50 milioni di dollari, ma alla fine crebbe fino a diventare molto più alta negli anni del contenzioso.
Foys ha promesso di incontrare ogni vittima di abusi che lo volesse dicendo: "Coloro che sono stati danneggiati da queste azioni vergognose e spregevoli ora hanno bisogno della Chiesa istituzionale e, cosa più importante, della Chiesa pastorale per avere più conforto e pace possibile. I nostri cuori devono restare aperti, come quello di Cristo". Alla fine ha incontrato personalmente oltre 70 vittime di abusi e ha accettato di creare un sistema di pagamento in cui le vittime che hanno subito abusi tra il 1948 e il 1998 possono ricevere un risarcimento senza dover andare a processo.
L'accordo alla fine è costato alla diocesi 120 milioni di dollari, 80 dei quali provenivano da assicurazioni, mentre 40 milioni da un mutuo bancario avente per garanzia alcune proprietà diocesane, in particolare il Catholic Center/Marydale di Erlanger. Nessuna proprietà parrocchiale è stata interessata dalla causa. Ogni vittima ha ricevuto tra i 5 000 e i 450 000 dollari a seconda della gravità del caso. Foys ha detto: "Anche se nessuna somma di denaro può compensare le atrocità commesse qui, prego che questo accordo porti un po' di pace e guarigione alle vittime e ai loro cari".
Il numero delle vocazioni sacerdotali nella diocesi è aumentato notevolmente sotto il suo mandato. Questo può forse essere attribuito al fatto che il vescovo è stato direttore delle vocazioni nella diocesi di Steubenville e che ha dedicato significative risorse diocesane alla promozione vocazionale, inclusa l'assunzione di un promotore vocazionale a tempo pieno, padre Greg Bach. Nel 2013 la diocesi aveva 28 seminaristi che studiavano per il sacerdozio.
In previsione dell'uscita della terza edizione del Messale Romano e dell'Istruzione generale del Messale Romano, il vescovo Foys ha emanato un decreto che scoraggia i laici dal tenersi per mano durante la preghiera del Padre nostro nella messa. Il decreto afferma: "Particolare attenzione va fatta anche riguardo al gesto per il Padre Nostro. Solo al sacerdote viene data l'istruzione di stendere le mani. Né il diacono né i fedeli laici sono istruiti a farlo. Nessun gesto è prescritto per i fedeli laici nel Messale Romano né nell'Ordinamento generale del Messale Romano, quindi i fedeli non devono estendere le mani o stringere quelle di altri fedeli". Il decreto ha provocato polemiche nella diocesi.
Nel gennaio del 2012 e nel dicembre del 2019 ha compiuto la visita ad limina.
Il 13 luglio 2021 papa Francesco accoglie la sua rinuncia al governo pastorale della diocesi per raggiunti limiti d'età.

## Genealogia episcopale
La genealogia episcopale è:
- Cardinale Scipione Rebiba
- Cardinale Giulio Antonio Santori
- Cardinale Girolamo Bernerio, O.P.
- Arcivescovo Galeazzo Sanvitale
- Cardinale Ludovico Ludovisi
- Cardinale Luigi Caetani
- Cardinale Ulderico Carpegna
- Cardinale Paluzzo Paluzzi Altieri degli Albertoni
- Papa Benedetto XIII
- Papa Benedetto XIV
- Papa Clemente XIII
- Cardinale Marcantonio Colonna
- Cardinale Giacinto Sigismondo Gerdil, B.
- Cardinale Giulio Maria della Somaglia
- Cardinale Carlo Odescalchi, S.I.
- Cardinale Costantino Patrizi Naro
- Cardinale Lucido Maria Parocchi
- Papa Pio X
- Cardinale Gaetano De Lai
- Cardinale Raffaele Carlo Rossi, O.C.D.
- Cardinale Amleto Giovanni Cicognani
- Arcivescovo Paul John Hallinan
- Cardinale Joseph Louis Bernardin
- Arcivescovo Thomas Cajetan Kelly, O.P.
- Vescovo Roger Joseph Foys

## Araldica
| Stemma | Titolare                               | Descrizione |
|        | Roger Joseph Foys Vescovo di Covington | Partito: al primo d'argento alla croce latina di rosso, alla spada d'oro attraversante sul tutto, al capo d'azzurro al giglio d'oro circondato dalla mezzaluna montante d'argento; al secondo inquartato di rosso e d'azzurro, al giglio d'argento e al giglio sbocciante dello stesso ordinati in palo e attraversanti. Ornamenti esteriori da vescovo. Motto: "Luceat lux vestra". |